# Джозеф Діогварді
Джозеф Дж. Діогварді (англ. Joseph J. DioGuardi; нар. 20 вересня 1940, Нью-Йорк) — американський політик албанського походження. Він був членом Палати представників Конгресу США з 1985 по 1989, був кандидатом до Сенату у 2010. Член Республіканської партії.
Закінчив Фордемський університет, батько співачки Кари Діогварді. Голова Албанської американської громадянської ліги.